# Procès pour trahison de 1794

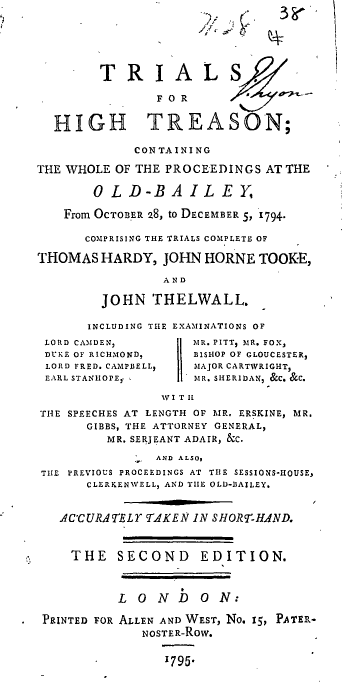
Page de titre de l'ouvrage de Thomas Hardy sur les procès de 1794 (seconde édition)

Les procès pour trahison de 1794, arrangés par le gouvernement de William Pitt, furent intentés afin d'enrayer le mouvement radical britannique des années 1790. Plus de trente radicaux furent initialement arrêtés; trois d'entre eux furent effectivement jugés pour haute trahison : Thomas Hardy, John Horne Tooke et John Thelwall. Par défiance envers la politique gouvernementale, ils furent acquittés par trois jurys indépendants, en novembre 1794, à la grande satisfaction du public. Les procès en trahison étaient une extension des procès pour sédition de 1792 et 1793 contre les parlementaires réformateurs d'Angleterre et d'Écosse.